# Chapter 24
Chapter 24 è una canzone dei Pink Floyd proveniente dal loro primo album The Piper at the Gates of Dawn del 1967.

## Descrizione
Il testo della canzone è stato scritto da Syd Barrett ispirandosi all'I Ching, il Libro dei mutamenti del X secolo a.C., come fecero anche i Beatles con While My Guitar Gently Weeps.
La canzone fa riferimento, come dice il titolo stesso, all'esagramma n° 24 dell'I Ching, denominato Fû (复, "Ritorno" in cinese).

## Formazione
- Syd Barrett – voce, chitarra
- Richard Wright – farfisa, pianet, violoncello, armonium, cori
- Roger Waters – basso, gong
- Nick Mason – piatti, campane tubolari